# 야광운

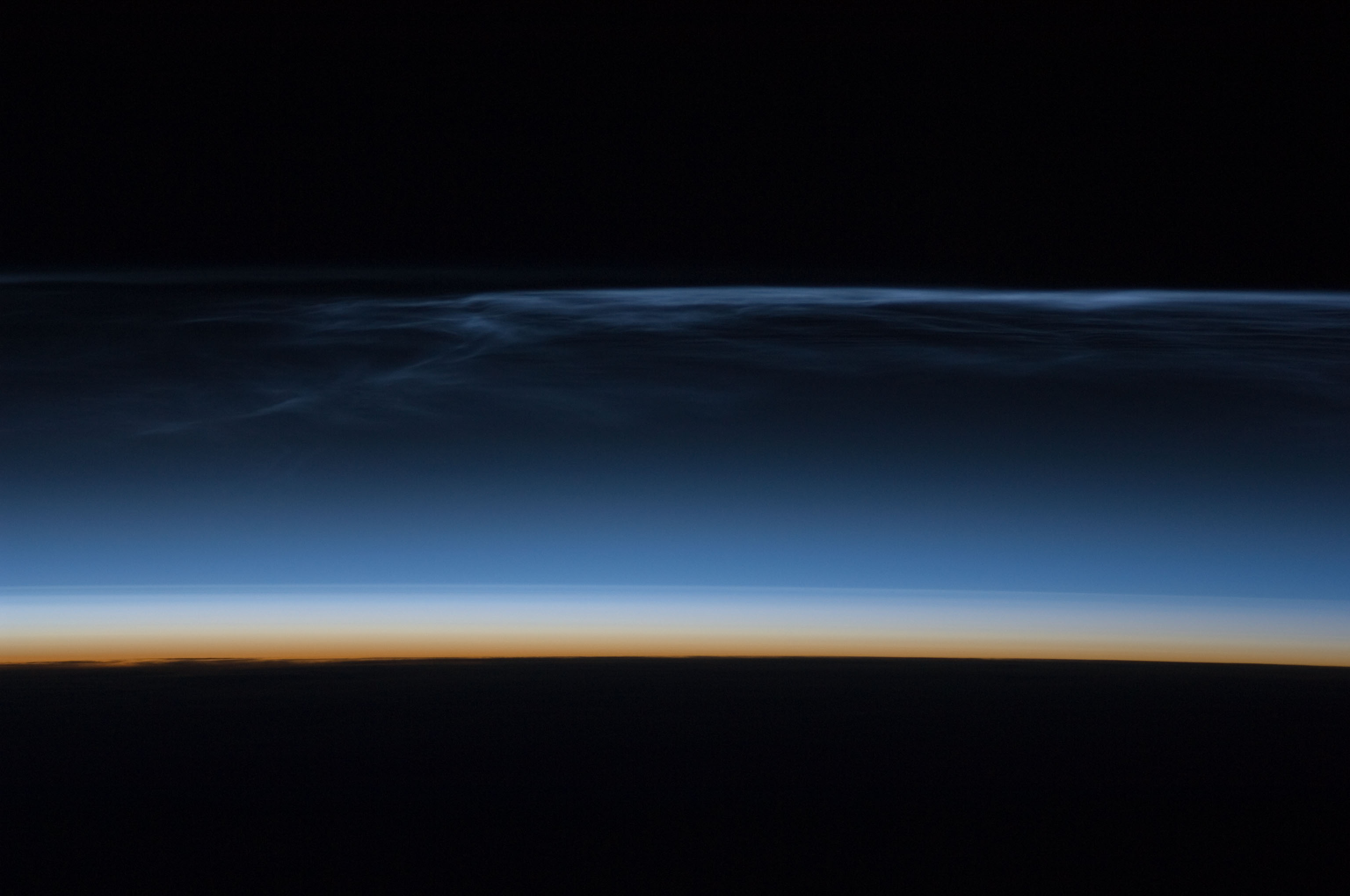
ISS에서 찍은 야광운의 모습.

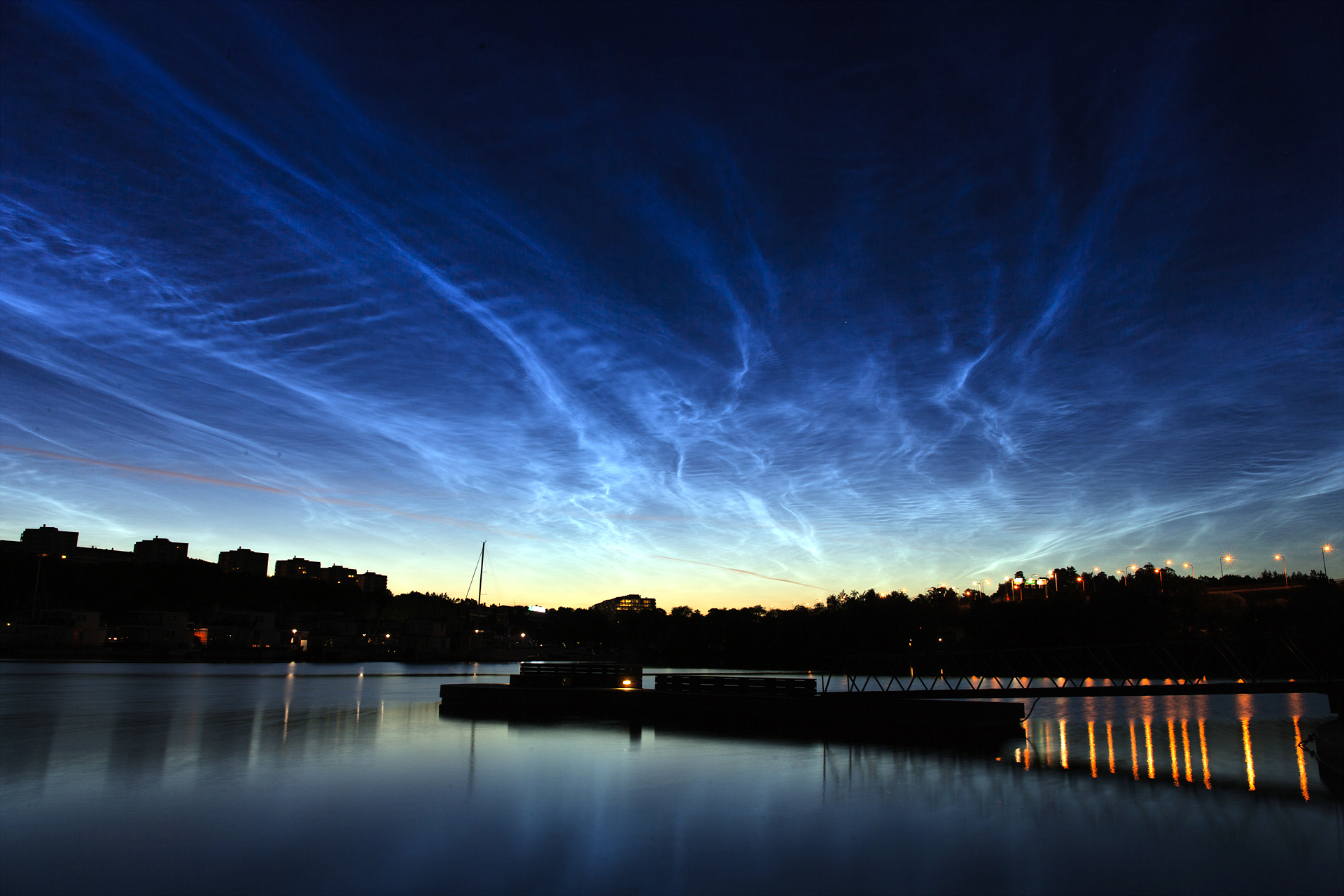
Noctilucent clouds over Stockholm Solna, Stockholm, Sweden

야광운(夜光雲)은 고위도지방 70~90도 부근 고도 76 ~ 85 km 높이의 중간권에 생기는 구름을 말한다. 약 120년 전에 처음 관측되었으나 그 높이에서 왜 생기는지는 아직 알 수 없다. 온도는 -120˚C(-184˚F)정도이며, 열대의 상승 기류나 메탄이 주요 수증기원으로 될 것으로 추정된다.

## 같이 보기
- 초고층대기물리학
- 채운